# РИТ Косово
РИТ Косово, раније познат као Амерички универзитет на Косову, је приватни универзитет у Приштини. Основан је 2002. године као део Рочестерског института технологије (РИТ) са седиштем у Рочестеру. Настава се одвија на енглеском језику.

## Историја
Основан 2002. године, РИТ Косово (раније Амерички универзитет на Косову) је непрофитна, високошколска установа која нуди дипломе Рочестерског института технологије (РИТ, основан 1829) у Рочестеру.

## Кампус
Кампус заузима 2,1 хектара и налази се у административном центру Косова и Метохије — Приштини.

## Управљање
Управни одбор се састоји од појединаца који усмеравају и подржавају институцију ка њеној мисији и обављају фидуцијарне дужности и друге одговорности. Академски сенат обезбеђује вршење улоге факултета у академским одлукама, очување академских стандарда и унапређење академског благостања студената. Студентска управа ради на побољшању квалитета живота студената и служи као инструмент преко којег студенти утичу на одлуке о студентским активностима, улогама и наставним плановима и програмима.
Кооперативно образовање обезбеђује два плаћена радна искуства везана за каријеру за сваког дипломца који заврши дипломски програм.